# Secutor indicius
Secutor indicius är en fiskart som beskrevs av Monkolprasit, 1973. Secutor indicius ingår i släktet Secutor och familjen Leiognathidae. Inga underarter finns listade i Catalogue of Life.